# Tryon (Karolina Północna)
Tryon – miasto w Stanach Zjednoczonych, w stanie Karolina Północna, w hrabstwie Polk.